# فوقس مضغوط
فوقس مضغوط (الاسم العلمي:Silvetia compressa) هو نوع من الطلائعيات يتبع جنس الفوقس سلفيتي من فصيلة الفوقسية.